# Museo Guggenheim Aguascalientes
Museo Guggenheim Aguascalientes es un proyecto artístico multidisciplinario que surgió en el Estado de Aguascalientes en el año de 2013. Fue ideado y coordinado por Rolando López, artista originario de Aguascalientes. El proyecto plantea múltiples escenas y colaboraciones con distintos artistas, llevando a cabo diversas actividades colectivas que incluyen, investigación, acciones performáticas, musicales, talleres y exposiciones.
El proyecto revisa de forma crítica la tóxica herencia que dejó en la ciudad de Aguascalientes el empresario estadounidense Solomon Robert Guggenheim, así como la explotación de todos los recursos naturales de la zona y la condonación de impuestos, con el fin de instalar en la capital aguascalentense la Gran Fundición Central Mexicana en el año de 1895 hasta 1925.

## Contexto histórico y sociocultural

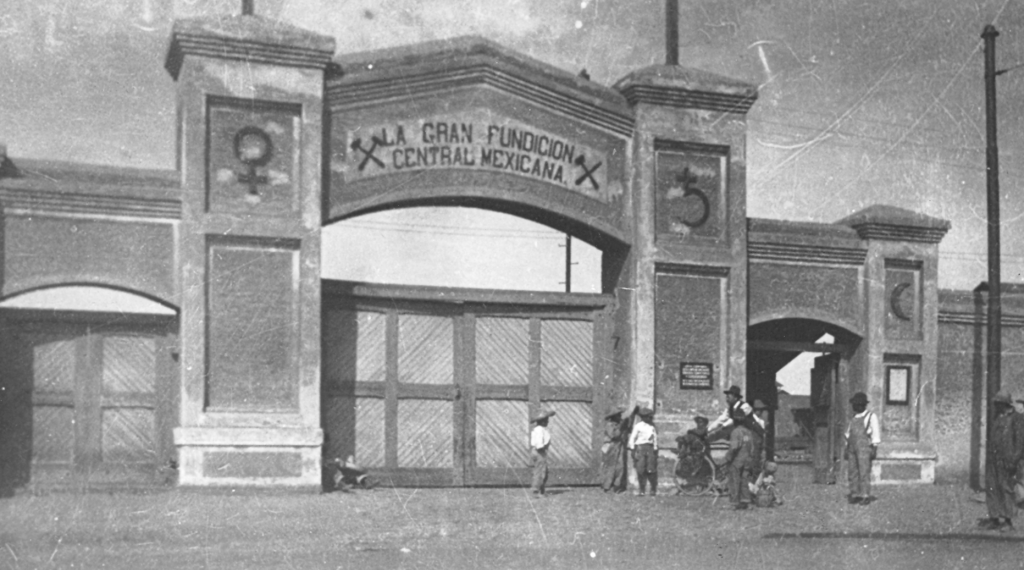
Fachada de la Gran Fundición Central Mexicana

La Gran Fundición Central Mexicana fue una empresa fundada a finales del siglo XIX en el estado de Aguascalientes, México. Su ubicación fue estratégica en primera instancia, debido a la localización del estado en el centro de México, lo que la convertía en un punto medio de encuentro de los demás estados del país. Además de que fue un factor para que el Ferrocarril Central Mexicano (FCM) estableciera sus talleres de reparación en la entidad.
En el año de 1894 se firma una contrato con la familia Guggenheim, los cuales se dedicaban al sector minero en Estados Unidos, contando con múltiples plantas metalúrgicas. Dicho contrato otorgaba facilidades para los inversionistas, como el uso libre de las aguas del Río San Pedro o Río Aguascalientes y la explotación de las minas de los municipios de Tepezalá y Asientos. Dicho contrato fue negociado por el gobernador en turno, Alejandro Vázquez del Mercado.

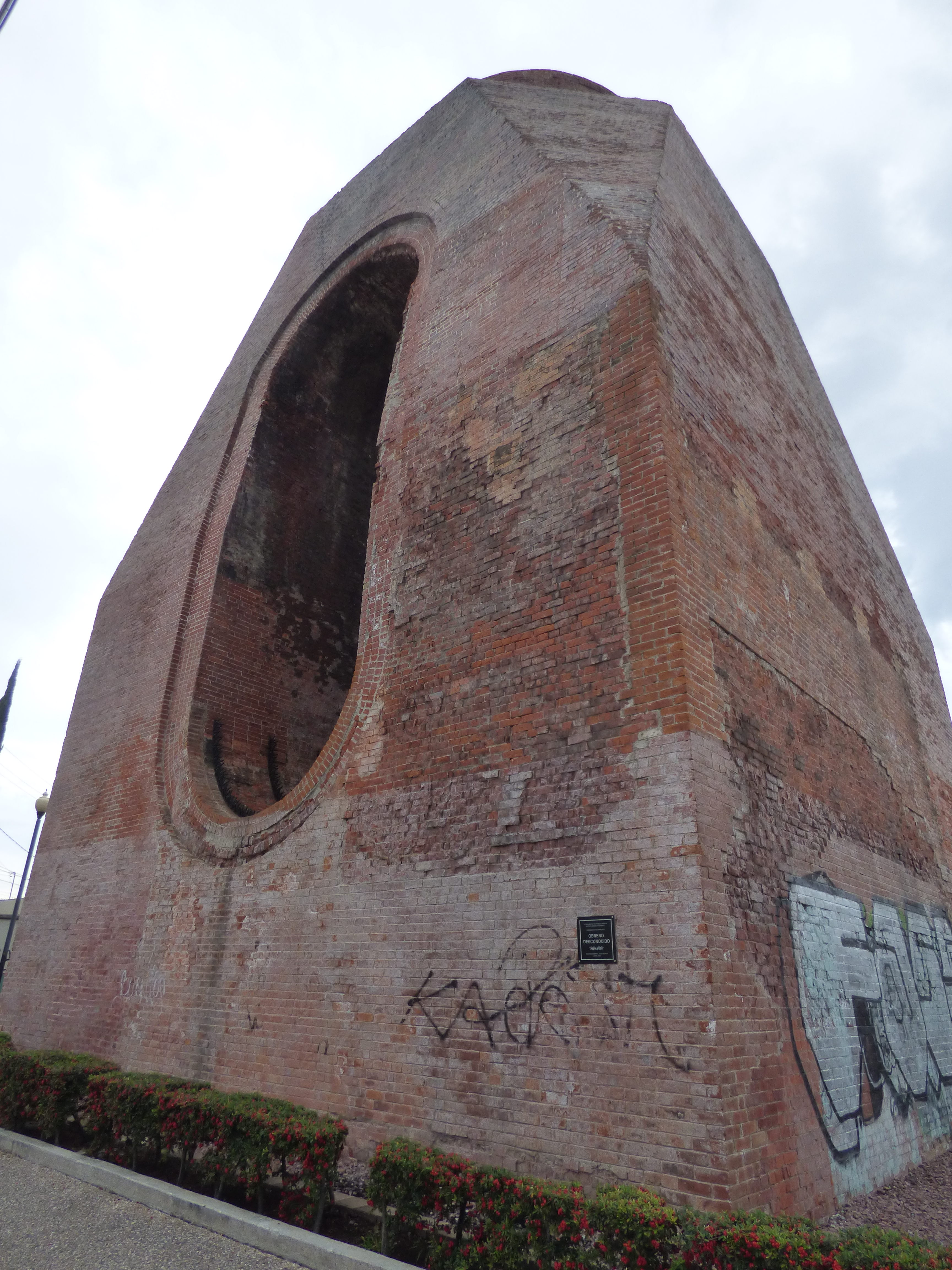
Chimenea de la Gran Fundición Central Mexicana, en el año 2015

La Gran Fundición se encontraba en el norte de la ciudad, ocupando el Rancho El Sillero, que era propiedad de Teodoro Valdez. Esto hizo que se configurara el crecimiento urbano en esta zona. Ocupaba una superficie de 350 hectáreas; contaba con una red de vías ferroviarias que la conectaban con la ciudad de Aguascalientes y también por esta llegaban embarques de los estados de Zacatecas, Durango, Jalisco, Michoacán y Guerrero. La Gran Fundición Central Mexicana contaba con siete hornos para cobre y dos para plomo; en estos se podían fundir hasta 1,600 toneladas de mineral al día. Sin embargo, en pocas ocasiones trabajaban a su máxima capacidad, esto debido al costo de los fletes y la escasez del mineral ocasionado por la Revolución Mexicana y las huelgas de los trabajadores.
Gracias a su producción, Aguascalientes comenzó a tener gran relevancia como un importante centro para la inversión extranjera, trayendo a finales del siglo XIX e inicios del siglo XX capital europeo y norteamericano a la entidad, favoreciendo a la creación de mayores empleos con mejores sueldos.
Para 1925, la fundidora anunció su traslado a San Luis Potosí junto con la mayoría de su maquinaria y sus trabajadores principales. Esto hizo que se ocasionara una gran crisis, que orillaría a vender la fábrica. Dos años después de esto, en 1927, Solomon Guggenheim incursionaría en el mundo del coleccionismo artístico. Asimismo, contrajo matrimonio con la baronesa Hilla Rebay von Ehrenwiesen, con quien fundó varios museos de arte en el mundo, así como la Fundación Solomon R. Guggenheim, la cual surgió en 1937.

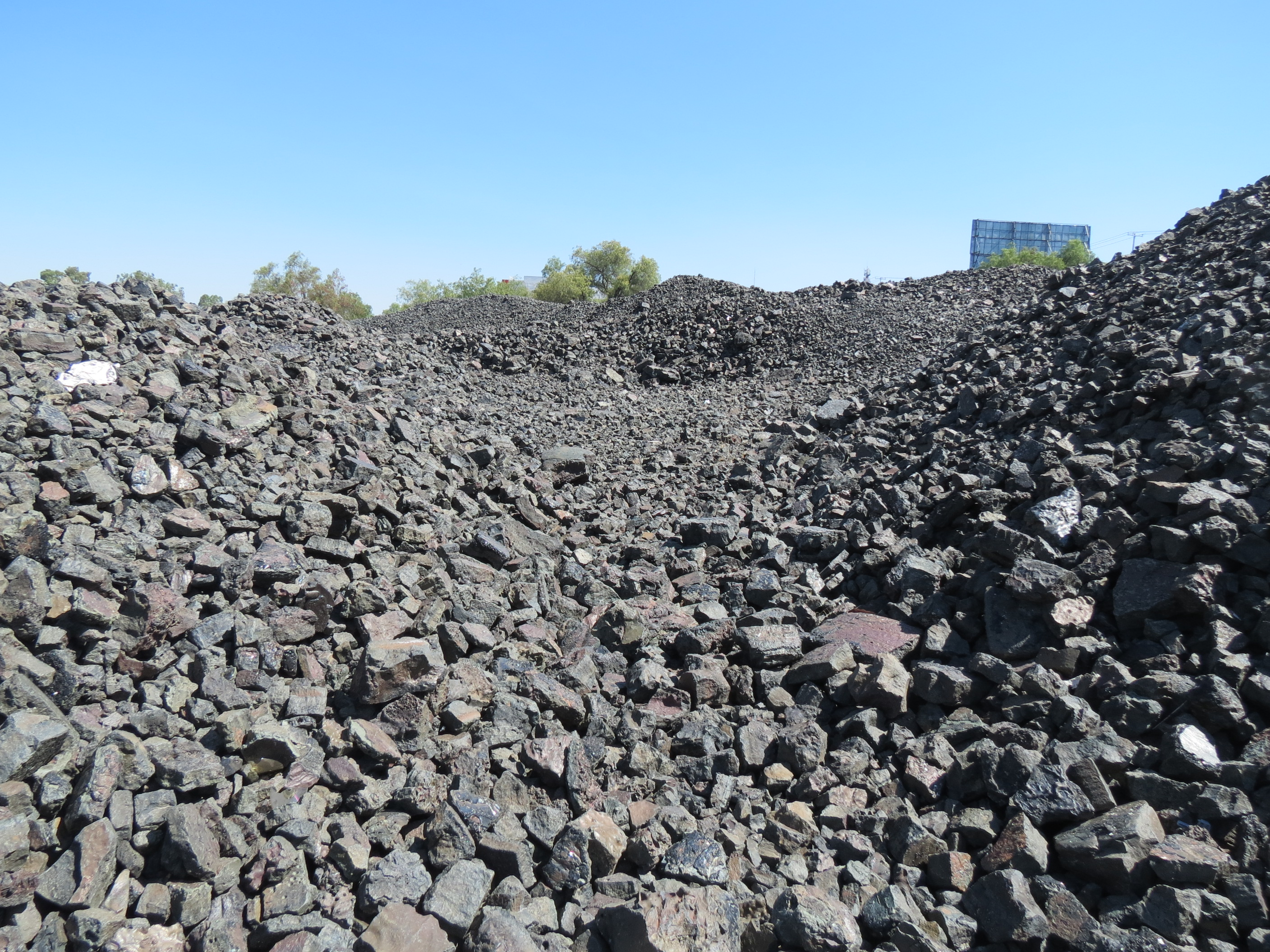
Cerro de la grasa en el año 2022

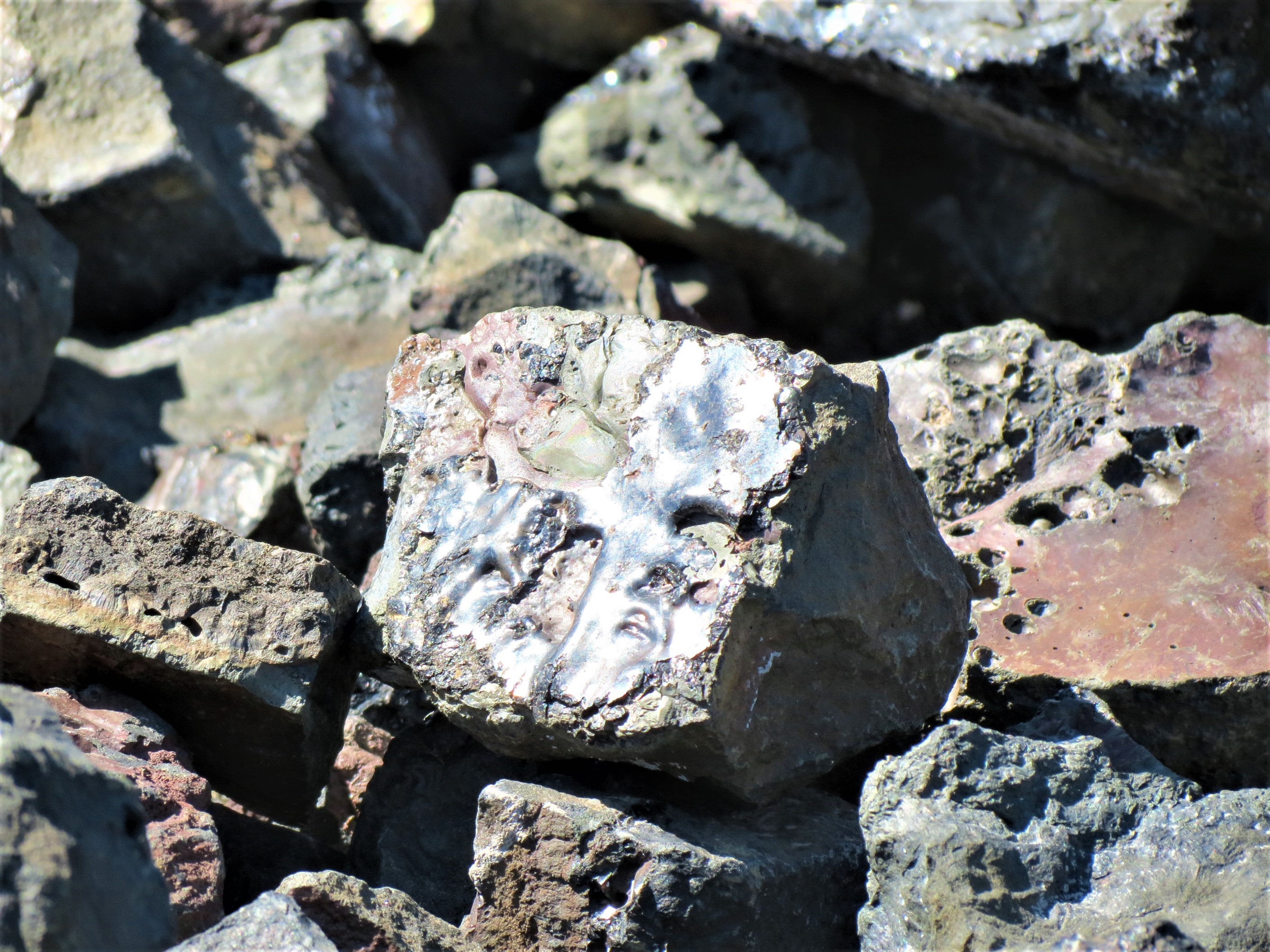
Primer plano de escoria en el Cerro de la grasa en el año 2022

Tras su cierre, se dejó un grave daño ambiental, acabando prácticamente el cauce y la vegetación en torno al Río San Pedro, además de un cerro de residuos tóxicos producto de los minerales procesados, que se asemejaba una zona de erupción volcánica, con un entorno pintado de negro y carente de vegetación. Este lugar fue conocido como el 'cerro de la grasa'; una zona anteriormente apartada de la ciudad y que finalmente, por el crecimiento de la mancha urbana, terminó siendo parte del paisaje local, estableciéndose múltiples colonias como los Fraccionamientos la Fundición, los Sauces, parte de las Brisas y San Cayetano, a pesar del peligro tóxico que esto significa.
El cerro de la grasa es el depósito del residuo resultante del procesamiento de los metales para su purificación. A las piedras negras brillantes se les conocen como escoria, las cuales contienen una mezcla de óxidos metálicos. Estos materiales también pueden contener sulfuros de metal. En el momento de la fundición, cuando la mena se expone a temperaturas muy altas, genera impurezas que se separan del metal fundido y se pueden retirar. Dichos compuestos son los que se conocen como escoria.

## Museo Guggenheim Aguascalientes
El Museo Guggenheim Aguascalientes es un proyecto artístico interdisciplinario de Rolando López que nació en 2013. Con este, López planeaba la construcción de un museo ilusorio en el lugar donde se arrojaron los residuos de la extracción del acero y el plomo, para lo cual realizó planos, maquetas, etc., que se presentaron en diversos lugares, como la Universidad Autónoma Metropolitana. En la planificación del edificio museístico, el artista señaló que estaría creado a partir de la escoria, por lo cual, a diferencia de otros museos de arte del apellido Guggenheim, éste no tendría los muros blancos, sino negros, porque se aprovecharían los desechos del acero y el plomo. Para la concepción del museo utópico, se planteó el proyecto desde la antropología, la historia, la museografía, el diseño, y otras disciplinas artísticas.
El desarrollo del proyecto fue planificado para ser interdisciplinar y colectivo, a través de instalaciones, arquitectura, intervenciones públicas, esculturas, performance, acciones artísticas, fotografías, etc., con diferentes artistas de Aguascalientes.

El proyecto fue concebido con un sentido crítico, planteado desde la periferia artística, y con la intención de generar un "espacio colectivo de resistencia". Asimismo, es una pieza que cuestiona los resultados planteados por el proyecto de la modernidad, los cuales fallaron, terminando en un progreso maquínico que ha tenido consecuencias destructivas. Asimismo, el proyecto hace una crítica del modelo que la Fundación Guggenheim se posiciona como institución comprometida con el arte contemporáneo, cuando en Aguascalientes dejó un efecto nocivo en la población debido a los residuos tóxicos que dejó su empresa metalúrgica.
El Museo Guggenheim Aguascalientes saca a la luz ese nocivo legado que el coleccionista estadounidense dejó en México, pero revestido con el mismo halo que hoy define a la maquinaria cultural y financiera que la Solomon R. Guggenheim Foundation ha logrado imponer desde mediados del siglo XX, a través de su lucrativa franquicia de museos que operan en Nueva York, Bilbao, Venecia y, próximamente, Abu Dhabi.

### Exposiciones
El Museo Guggenheim Aguascalientes fue concebido en Aguascalientes, específicamente en el cerro de la grasa. Sin embargo, ha tenido diversas exposiciones con las maquetas, los documentos y las piezas derivadas. Se ha presentado en la Ciudad de México (2015), Querétaro (2016), San Antonio Texas, así como en el XLVI Festival Internacional Cervantino de Guanajuato (2018).
La primera exposición fue realizada en la galería de la Casa del Tiempo de la Universidad Autónoma Metropolitana, el 22 de enero de 2015. Dicha exposición fue curada por Edgar Alejandro Hernández. En la exposición se mostraban cuatro obras, en las que se mostraba el proyecto arquitectónico del museo, así como un programa cultural realizado con artistas de Aguascalientes.